# Битва при Миунте
Битва при Миунте — сражение вблизи сирийского города Миунт между войском Деметрия Полиоркета (сына Антигона I Одноглазого) и сатрапом Египта Птолемеем Сотером во время войн диадохов за власть в государстве Александра Македонского.
Начиная с 315 года до н. э., на просторах государства Александра бурлила война между обладателем восточных («верхних») сатрапий Антигоном Одноглазым и коалицией в составе Кассандра, Птолемея и ряда других полководцев. В 312 году до н. э. Птолемей вступил в Сирию и при Газе нанёс поражение сыну Антигона Деметрию. Последний сначала отошел на север провинции, а затем и дальше в Киликию, где стал активно проводить новый набор в армию.
Сформировав значительные силы, Деметрий зимой 312/311 года до н. э. отправился в Сирию. Птолемей послал навстречу ему в долину Оронта войско под командованием Килла. Когда последний остановился у Миунта (местонахождение пока не установлено), разведчики донесли Деметрию, что лагерь египтян плохо охраняется. Оставив обоз и тяжеловооруженных воинов позади, Антигонид стремительно двинулся вперед. После длительного ночного перехода он достиг лагеря Килла, перебил немногочисленных часовых и захватил в плен всё вражеское войско вместе с командующим — всего 7000 воинов (что было ненамного меньше, чем сам Деметрий потерял в сражении при Газе).
Поскольку его силы все еще уступали главной армии Птолемея, после битвы Деметрий расположился в защищенной болотами и прудами местности. Впрочем, египетский правитель не стал рисковать, а по прибытии в Сирию армии Антигона, который поспешил использовать успех сына, вообще очистил провинцию.